# Chambaron sur Morge
Chambaron sur Morge est une commune nouvelle française située dans le département du Puy-de-Dôme, en région Auvergne-Rhône-Alpes, qui est créée le 1er janvier 2016.
Elle est située à proximité de la ville de Riom et fait aussi partie de l'aire d'attraction de Clermont-Ferrand.

## Géographie

### Localisation
| Saint-Myon Beauregard-Vendon | Artonne             | Aubiat             |
| Davayat                      | Chambaron sur Morge | Le Cheix           |
| Saint-Bonnet-près-Riom       | Pessat-Villeneuve   | Varennes-sur-Morge |

### Climat
Pour des articles plus généraux, voir Climat d'Auvergne-Rhône-Alpes et Climat du Puy-de-Dôme.
En 2010, le climat de la commune est de type climat océanique dégradé des plaines du Centre et du Nord, selon une étude du Centre national de la recherche scientifique s'appuyant sur une série de données couvrant la période 1971-2000. En 2020, Météo-France publie une typologie des climats de la France métropolitaine dans laquelle la commune est exposée à un climat de montagne ou de marges de montagne et est dans la région climatique  Nord-est du Massif Central, caractérisée par une pluviométrie annuelle de 800 à 1 200 mm, bien répartie dans l’année. 
Pour la période 1971-2000, la température annuelle moyenne est de 10,9 °C, avec une amplitude thermique annuelle de 16,5 °C. Le cumul annuel moyen de précipitations est de 645 mm, avec 7,7 jours de précipitations en janvier et 7 jours en juillet. Pour la période 1991-2020, la température moyenne annuelle observée sur la station météorologique de Météo-France la plus proche, « Charmes_sapc », sur la commune de Charmes à 14 km à vol d'oiseau, est de 11,9 °C et le cumul annuel moyen de précipitations est de 675,4 mm,. Pour l'avenir, les paramètres climatiques de la commune estimés pour 2050 selon différents scénarios d'émission de gaz à effet de serre sont consultables sur un site dédié publié par Météo-France en novembre 2022.

## Urbanisme

### Typologie
Au 1er janvier 2024, Chambaron sur Morge est catégorisée commune rurale à habitat dispersé, selon la nouvelle grille communale de densité à sept niveaux définie par l'Insee en 2022.
Elle est située hors unité urbaine. Par ailleurs la commune fait partie de l'aire d'attraction de Clermont-Ferrand, dont elle est une commune de la couronne,. Cette aire, qui regroupe 209 communes, est catégorisée dans les aires de 200 000 à moins de 700 000 habitants,.

### Voies de communication et transports
Depuis le 3 septembre 2018, la ligne TAD 2 du réseau RLV Mobilités dessert la commune de Chambaron-sur-Morge.

## Toponymie
La nouvelle commune tire son nom du Chambaron, petit affluent de la Morge ; ce ruisseau arrose les villages de Cellule et de La Moutade.

## Histoire
Créée par un arrêté préfectoral du 7 décembre 2015, elle est issue du regroupement des deux communes de Cellule et de La Moutade qui deviennent des communes déléguées. Son chef-lieu est fixé à La Moutade.

## Politique et administration

### Administration municipale
| Période                                  | Période                   | Identité           | Étiquette | Qualité                      |
| ---------------------------------------- | ------------------------- | ------------------ | --------- | ---------------------------- |
| Les données manquantes sont à compléter. |                           |                    |           |                              |
| janvier 2016 (réélu en 2020)             | En cours (au 9 août 2020) | Philippe Gaillard, |           | Agent commercial indépendant |

### Communes déléguées
| Nom                | Code Insee | Intercommunalité   | Superficie (km2) | Population (dernière pop. légale) | Densité (hab./km2) |
| ------------------ | ---------- | ------------------ | ---------------- | --------------------------------- | ------------------ |
| La Moutade (siège) | 63P02      | CC Riom Communauté | 5,31             |                                   |                    |
| Cellule            | 63068      | CC Riom Communauté | 8,74             |                                   |                    |

## Population et société

### Démographie
L'évolution du nombre d'habitants est connue à travers les recensements de la population effectués dans la commune depuis sa création.

En 2022, la commune comptait 1 779 habitants, en évolution de +3,85 % par rapport à 2016 (Puy-de-Dôme : +2,1 %, France hors Mayotte : +2,11 %).
| 2014  | 2015  | 2016  | 2017  | 2022  |
| ----- | ----- | ----- | ----- | ----- |
| 1 640 | 1 676 | 1 713 | 1 749 | 1 779 |

## Culture locale et patrimoine

### Lieux et monuments
Depuis 2005, la commune est labellisée Pays d'art et d'histoire et forme avec les communes d'Enval, Le Cheix-sur-Morge, Marsat, Malauzat, Ménétrol, Mozac, Pessat-Villeneuve, Riom, et Saint-Bonnet-près-Riom, le Pays d'art et d'histoire de Riom.
- Église Saint-Barthélemy de La Moutade[17],[18]
- Église de Cellule[19]

### Personnalités liées à la commune
- La famille Brasseur (Espinasse) est originaire de Cellule.